# 伊塔乌文化学院
伊塔乌文化学院（Instituto Itaú Cultural）是巴西聖保羅一家非營利文化机构，由伊塔烏聯合銀行所拥有。该机构由奥拉沃·塞图巴尔（Olavo Setúbal）於1986年创建。该研究所有两个常设展览，分別展出歐洲人抵達巴西以來的巴西的绘画、素描、雕刻、地图以及葡屬巴西時期以來的金币和金条。